# منطقة لاك ساي
منطقة لاك ساي (بالإنجليزية: Lak Si District)‏ هي منطقة من مناطق بانكوك. يبلغ عدد سكانها 117163 نسمة وذلك حسب إحصائيات سنة 2004. تبلغ مساحتها 22.841 كم².

الموقع في بانكوك